# Urastomidae
Urastomidae är en familj av plattmaskar. Urastomidae ingår i ordningen Prolecithophora, fylumet plattmaskar och riket djur.
Familjen innehåller bara släktet Urastoma. Urastomidae är enda familjen i ordningen Prolecithophora.